# Gefälligkeitsschaden
Ein Gefälligkeitsschaden ist ein juristischer Begriff aus dem Privatversicherungsrecht und liegt vor, wenn die Ursache eines Schadens einer Gefälligkeitshandlung entspringt. Dies ist zum Beispiel dann der Fall, wenn im Rahmen von Nachbarschaftshilfe oder unter Bekannten ein Schaden verursacht und der Haftpflichtversicherung gemeldet wird.
Wegen des von den Versicherern vermuteten hohen Missbrauchspotenzials werden solche Schäden von den Versicherungsunternehmen besonders gründlich untersucht. Die Rechtsprechung hinsichtlich Schadensersatzpflicht durch den Versicherer neigt dazu, nicht von vornherein deshalb schon einen Missbrauch anzunehmen, weil eine Gefälligkeitshandlung vorliegt und Anspruchsteller und Schadenverursacher miteinander bekannt sind, und legt die Beweislast hierfür grundsätzlich dem Versicherer auf. Sofern dieser keinen Nachweis für den von ihm vermuteten Missbrauch führen kann, ist sein Prozessrisiko in einem Rechtsstreit deshalb hoch.